# محمد بنيس
محمد بنيـس شاعر مغربي، ولد سنة 1948 في مدينة فاس، وأحد أهم شعراء الحداثة في العالم العربي. ومن عائلته الشاعرة فاطمة الزهراء بنيس.
يتمتع بمكانة مميزة في الثقافة العربية، منذ الثمانينيات حتى اليوم، ويساهم بحيوية في الحداثة الشعرية على المستويين العربي والدولي. ذلك ما أوضحه الشاعر قاسم حداد، حينما كتب: «سأرى إلى محمد بنيس الشاعر وهو ينزاح بشعريته عن النص ليصوغ لتجربته الآفاق المتصلة بالحياة منطلقاً من المغرب، عابراً مشرق العرب، متوغلا في الحلم الكوني الذي لا يختلف عن الشعر إلا في الدرجة.». كما أن اتساع تجربته الشعرية وعمقها هما ما دعا الشاعر الفرنسي برنار نويل ليكتب: «إلى جانب أدونيس ومحمود درويش، أنشأ محمد بنيس عملاً لا يدين فيه إلا للبحث الصبور عن أصالته الخاصة ليصبح نموذجاً داخل اللغة العربية، وقد أصبح الآن يحمل مستقبلا هو ما يجعل منه عملاً تأسيسياً.».

## تعريف
تابع الشاعر محمد بنيس دراسته الجامعية في كلية الآداب ظهر المهراز بفاس، حيث حصل على الإجازة في الأدب العربي سنة 1972 . ثم انتقل إلى كلية الآداب بالرباط، جامعة محمد الخامس، حيث حصل سنة 1978 على دبلوم الدراسات العليا تحت إشراف عبد الكبير الخطيبي في موضوع ظاهرة الشعر المعاصر في المغرب (مقاربة بنيوية تكوينية). وفي الكلية نفسها حصل، سنة 1988، على دكتوراه الدولة تحت إشراف جمال الدين بن الشيخ في موضوع الشعر العربي الحديث، بنياته وإبدالاتها. نشر قصائده الأولى سنة 1968 في جريدة العلم، بالرباط، وفي 1969 بعث قصائد إلى أدونيس الذي نشرها في العدد التاسع لمجلة « مواقف» ، في بيروت، كما قام سنة 1969 بنشر ديوانه الأول ما قبل الكلام.  غادر مدينة فاس سنة 1972 ليسكن مدينة المحمدية، على شاطئ المحيط الأطلسي، حيث عمل أستاذا للغة العربية. وعمل منذ أكتوبر 1980 إلى غشت 2016 أستاذاً للشعر العربي الحديث في كلية الآداب بالرباط، جامعة محمد الخامس ـ أكدال. ثم بعدها أصبح متفرغاً للكتابة.

## عن أعماله
نشر محمد بنيس ما يقرب من خمسين كتاباً، منها تسعة عشر ديواناً شعرياً. الأعمال الشعرية (تضم الدواوين العشرة الأولى، مجموعة في مجلدين، صدرا في 2002)، ومختارات شعرية سنة 2017 بعنوان ضوء العتمات، دراستان جامعيتان عن الشعر المغربي المعاصر والشعر العربي الحديث (صدرت طبعتهما الثالثة سنة 2014)، مقالات ونصوص (جمعت الأعمال النثرية في خمس مجلدات وصدرت سنة 2016) وترجمات. نشر في صحف ومجلات عربية، كما صدرت له نصوص في الصحافة الأدبية الدولية، في كل من أروبا وأمريكا واليابان، وله مشاركات في أنطولوجيات شعرية عبر العالم. وابتداء من 1995 صدرت ترجمات لبعض أعماله الشعرية والنثرية في كل من فرنسا وإيطاليا وإسبانيا ومقدونيا وتركيا وألمانيا. كتب عن الفنون التشكيلية، وأنجز أعمالا شعرية – فنية مشتركة مع رسامين، في شكل كتب ولوحات وحقائب فنية في بلدان عربية، وفي أروبا والولايات المتحدة واليابان. وفي مقدمة هذه الأعمال كتاب الحب، عمل شعري– فني مشترك مع الفنان العراقي ضياء العزاوي، الذي يشهد على مغامرة مشتركة.
وعناية منه بالحوار والانفتاح، شارك محمد بنيس في العديد من اللقاءات الدولية عن الشعر والثقافة في زمننا. كما قام، في الوقت نفسه، بترجمة أعمال من اللغة الفرنسية، من بينها كتاب الاسم العربي الجريح (دراسة)لعبد الكبير الخطيبي، سنة 1979، هسيس الهواء (أعمال شعرية)، سنة 1996، طريق المداد، (شعر)، سنة 2013، كتاب النسيان، (نصوص)، سنة 2013، الموجز في الإهانة (مقالات)، سنة 2017، وأربعتها لبرنار نويل، قبر ابن عربي يليه آياء (شعر) لعبد الوهاب المؤدب، سنة 1999، رمية نرد، قصيدة الشاعر ستيفان ملارمي، أشهر قصائد الحداثة الغربية وأشدها غموضاً، صدرت في طبعة مزدوجة اللغة عن دار إيبسيلونYpsilon éditeur في باريس سنة 2007، في السنة نفسها طبعة عربية عن دار توبقال للنشر في الدار البيضاء، ثم ديوان القدسي (شعر) لـ جورج باطاي، سنة 2010، وكالحب، كالحياة، (ديوان شعري)، ميشيل دوغي، سنة 2018، نجمة نائية ونصوص شعرية أخرى (ديوان شعري)، مصطفى النيسابوري، سنة 2023.

## في الشعر واللغة
تساءل محمد بنيس، منذ بداياته في أوائل السبعينيات من القرن الماضي، عن وضعية الشعر بالعربية في المغرب الحديث، والعلاقة بين الشعر واللغة. وهو السؤال الذي أصبح علامة على مساره الشعري والثقافي، منذ الأعداد الأولى من مجلة الثقافة الجديدة. وقد تحول مع مرورالزمن إلى سؤال جذري، يتسع ليشمل الشعر والثقافة والحداثة والحرية، ما دام السؤال يفتح الطريق نحو كل من النقد والمغامرة. مع ذلك، فإنه كثيراً ما ألح على الابتعاد عن الاعتقاد بأن موقفه هذا صادر عن التشاؤم، حسب ما توحي به تأويلات تناهض السؤال. ويتضح الإلحاح في العديد من كتاباته، منها ما جاء في تقديم كتاب الحداثة المعطوبة : «لا أقصد من ذلك أنني متشائم. لا. إنني متسائل.».
لقد كان محمد بنيس يدرك أيضاً، منذ تلك البدايات، أن الشعر بالعربية في المغرب الحديث مخنوق بتقليدية ضاغطة. أما الشعر المغربي المكتوب بالفرنسية فكان ينطلق، آنذاك، في اتجاهات مفاجئة من النقد والمغامرة. على أن موقفه من اللغة يختلف عن موقف الكتاب المغاربيين الفرنكفونيين. ولأن الشعر في رأيه محايث للغة، فهو يتشبث بالعربية، لغة موروثه الثقافي، دون أن يكون تشبثه هذا مستنداً إلى حماسة إيديولوجية أو أسطورية. إنه لا يعتقد أن الفرنكفونية مؤهلة للجواب عن أسئلة التحديث في المغرب، بل يرفض السياسة الفرنكفونية (التي تمثل بالنسبة له شكلا للعولمة الاستعمارية)، فيما هو يحافظ على صلته باللغة الفرنسية ويخصها بالاعتبار، إذ أنه ينظر إليها بما هي مكان ثورة شعرية تعطي لغته العربية قوة ذات قيمة عليا.
من هنا جعل من تحديث اللغة العربية في المغرب المهمة الأسبق، في كل عملية تقصد تحديث شعر وثقافة. ويعني تحديث اللغة لديه، بالدرجة الأولى، تحريرها من هيمنة التقليد، الذي يضغط على المجتمع وذهنيته. ويصل تحديث اللغة في الشعر أعلى درجات الكثافة، إذ أنه ينقل اللغة من الوضوح إلى الغموض، ومن المعلوم إلى المجهول، ومن الممكن إلى المستحيل. هكذا يولي محمد بنيس، في أعماله المختلفة، أهمية خاصة لقضايا تحديث اللغة وحرية التعبير، معتمدا في ذلك على القيم الأساسية للحداثة. فقد كان منذ شبابه يتبع، لأجل بلوغ هذا الهدف، أثر الشعراء الذين عاشوا من أجل تحديث لغتهم وقصيدتهم، وجعلوا من الحياة الإنسانية، في أسرارها كما في قلقها وإشراقاتها، فضاء الكتابة.
وبإنصاته لإبدالات الزمن، استطاع محمد بنيس أن يعمق، منذ التسعينيات من القرن الماضي، موقفه من الصلة بين الشعر واللغة. لقد لاحظ مع العولمة، التي أخذت في الظهور منذ نهاية القرن العشرين، أن أبرز مخاطرها يتمثل في هجران الشعر. وقد استدعته الملاحظة إلى أن يتتبع، عن قرب، التهديد الذي يتعرض له الشعر. إن «هجران الشعر، اليوم، هو هجران اللغة قبل كل شيء. هجران متعدد، تتضاعف التباساتهُ، مثلما يتعذر التمييز فيه بين زمن العولمة وبين الشعر.». وقد أتى، من أجل مقاومة هجران الشعر، بفكرة «استئناف الوعد»، ليواجه بصيغة إيجابية ما تشجع عليه العولمة من الاستغناء عن كل من الشعر واللغة: «إن استئناف الوعد، بما هو فكرةٌ شعرية ضرورية لكل وجود إنساني، تتقدم، اليوم، انطلاقاً من إقامة القصيدة في لانهائي اللغة ومجهولها.». وبهذا المعنى، فإن القصيدة تسهر على اللغة. فـ«مصير القصيدة، مصير الكلام. كلٌّ منهما يصاحب سواه، في زمن يعرّضُ الكلام للانقطاع عن نفسه، عن الذات وعن الآخر، عن المستقبل.». ويضيف، في مكان آخر، موضحاً معنى مسؤوليته كشاعر تجاه ما يفعله زمن العولمة بكل من الشعر واللغة: «وأن أترك الكلمات تتكلم بلانهاية دلالتها ومجهولها هو مسؤوليتي تجاه الزمن الذي أعيش فيه. مقاومة تكادُ تتوارى خلفَ خطابات تنفي الشعر وتنفي اللغة وتنفي الحوار بين الثقافات والحضارات.».

## شعرية الكتابة
بلور محمد بنيس، على امتداد ما يزيد عن ثلاثة عقود، طريقة يمكن أن نطلق عليها «شعرية الكتابة». ترتكز هذه الشعرية على مفهوم «الكتابة»، الذي عاد في صياغته إلى كل من الثقافتين العربية والفرنسية. وهو يدل على مرجعية نظرية ونصية، تفيد في قراءة تعدد الممارسات النصية لديه. فمنذ ديوان في اتجاه صوتك العمودي، الذي يتلازم فيه البصري مع السمعي، (مكتوب بطريقة تسترجع تجربة شعراء أندلسيين قاموا بتخطيط قصائدهم ب خط مغربي وفق أشكال هندسية)، و«بيان الكتابة». الذي دعا فيه سنة 1981 إلى التأسيس والمواجهة، عمل محمد بنيس على ترسيخ هذا المفهوم في سائر أعماله. فالكتابة ممارسة نصية مفتوحة: شعراً ونصاً ودراسة، يتحرك فيها الواحد نحو الآخر والواحد مع الآخر. أي أن تعدد الممارسات الكتابية لديه يعود إلى حيوية مفهوم «الكتابة»، الذي يترك العبور بين الممارسات المتعددة ممكناً، مما يؤكد أنه لا فرق بين الشعر والنثر لديه إلا بدرجة تورط الذات في كتابتها وبخصائص الأشكال التي يحافظ الشاعر عليها. ويظل بناء النص، في الحالين معا، قائماً لديه على وحدة مجهولة الحدود، قادمة من المستقبل، أساسها إيقاع يظهر فيه الحرص على اختراع طرق شخصية، غير محفوظة. ومما كتبه بهذا الخصوص: «إن اختلاط الحدود بين الشعري وغير الشعري، في النص، أصبح عَرَضاً من أعراض الكتابة. الشعر لا يوجدُ خارج الممارسة النصية. بها يتعرف على سماته ومآله. وكلّ التقعيدات، التي تناهض السكَن في البيت الحر، تتحول إلى عقال يكفّ به الشعر عن أن يكون بلا شبيه. نسْفُ الحدود أو اختلاطها بحث له الاختيار والمخاطرة، وله أيضاً مغامرة بناء سطْحٍ أملسَ تنسُجه متاهات الكتابة.». من هنا فإن مصدر الكتابة «ذات مادية».، تولد في لحظة الممارسة، لا قبلها ولا بعدها. وبهذه النظرة، نعثر على منطق للذات وهو «يتخلى عن النزعة العقلانية في ضبط حدود التركيب والدلالة. كلمات وتراكيب يمكنها أن تتسرب إلى القصيدة بيد تشطح. وفي القصيدة وحدها يحْضر عالم حسيٌّ يؤالفُ بين المتناقضات، التي تعثر على تناغمها الداخلي. ومن البيت إلى المقطع، ثم من المقطع إلى القصيدة، يتحقق التعدد في التركيب وفي الدلالة. حتى الصفحة تصبح متعددة، فيها النفَس ينقسمُ على ذاته.».
هكذا تتحقق الكتابة، باعتبارها فعلاً جسدياً، في نقل اللغة من وظيفة التعبير (و وطيفة التواصل) إلى إعادة إنتاج الكلمات والتفاعل بين الكلمات، وفق إبدال قواعد بناء النص، من جهة، وإحلال تعدد المعنى مكان أحادية المعنى، من جهة ثانية. على ذلك تكون «الكتابة، من حيث هي صَناعة، تركيب لكون آخر محتمل، تتم به وفيه إعادة تكوين الأشياء والأسماء والإنسان وفق قانون مغاير، له الوعي النقدي ، له المحو، الاشتهاء، لا بداية ولا نهاية له، نقيض لكل سلطة. تناولٌ للوجود والموجودات من أفق يحث على التحرر المتكامل.». يدل هذا على أن الكتابة لا تنحصر في وظيفتها الأولية، عندما تطبق، في الحقل الشعري، قواعد النحو والبلاغة والعروض. علينا أن ننسى هذا التعريف الأولي، المدرسي. ما يقصده محمد بنيس يوجد على هامش الأدب. يكتب بهذا الخصوص «إن بناء قصيدة منشغلة باللانهائي والذاتية، بالغريب والمشوب، تتعرض لإبدالات مفاجئة. فاللغة الشعرية، المكتوبة على هامش الأدب، لا تتوقف عن تقويض التركيب (النحوي)، تباغت الصورة، تفتت العروض وتشوه النظام الذي يدعي الخصوصية، الصفاء. طريق القصيدة هي المشوب، حيث المرئي والمحجوب يتآلفان. وفي القصيدة يتجسدن هذا العبور إلى بذرة السكر. ثم ها هو المشوب يحمل صفة الصافي، الجميل، المجهول.». الكتابة، هنا، «عشق شهواني مفتوح للحياة». و«شطح يأتيه المحو». وهي، بدلا من أن تفرض على القارئ أن يقف أمامها مستسلماً، تسعى إلى التقاسم معه، في حالة القراءة البصرية أو القراءة السمعية . لذلك فهي تلغي الفصل بين الأنا والأنت والهُو. أي أنها تعطي الفرصة لتداخل الذاتيات، عند ما تنقل القارئ من وضعية المتلقي السلبي إلى مشارك في إنتاج المعنى وتصاحب المتوحدين في عطش سفرهم، عبر صحراء لا نهاية لها، نحو الجميل والحر. كل ذلك تتحول معه الكتابة «إلى شبح، على مستوى اللاوعي، بالنسبة لمن يجهلونها.».
الكتابة شبح، لأنها إنتاج متواصل للشهوانية والغواية. وانطلاقاً من وعي نظري كهذا، يعتمد محمد بنيس بناء حيوياً للقصيدة، يضع الذاتية في مركزها. ومن بين ما يدل على ذلك أشكال القصيدة وإخراج الصفحة الذي يتعدد ويتنوع، من ديوان إلى آخر. ويمكن النظر إلى ديوان ورقة البهاء كنموذج للكتابة في عمل شعري. ديوان تحضر فيه مدينة فاس، مدينة الميلاد والطفولة والشباب. هكذا يكتب شهادته عن هذا العمل الخاص جدا: «وتجلت فاس بلا إذن في صنعاء اليمن. هناك في الأقاصي القريبة من شراييني انهرق النص المتعدد. الصفحات المتعددة. الأصوات المتعددة. نظرة تبحث عن نظرتها. والكتابة هي أن تمحو كل مرجعية وكل معنى. نعم، كل معنى. إنها لحظة تكوين فراغ مجيد، حفرة لا قرار لها.».
إن شعرية الكتابة، بالنسبة لمحمد بنيس، طريقة تتفرع في اتجاهات مفاجئة، وصادمة لمن ينتظر من القصيدة أن تبعث فيه الاطمئنان. أو كما يكتب: «وفي الصدمة تبدأ القصيدة بالكلام، هو الشعر. لا فصل فيه بين الشعري والنثري، بين الصوتي والخطي، بين المتن والهامش. الشعر الذي تصبح فيه القصيدة كتابة، أي محْواً لما هو خارجها ونقصاناً يدل على الاستئناف الذي لا يتوقف أبداً. وذلك الحسيّ، الذي تصاحبه القصيدة، ينفصل عن مظهره الأولي، مستقلا بذاته في الكتابة، كتابة لغة وكتابة معرفة لها منطق عصيٌّ، لأنه يظل بعيداً عن الإدراك.».. ولهذا فإن الكتابة تنفصل لديه عن ثنائية قصيدة التفعيلة وقصيدة النثر. ذلك شأن أعماله الشعرية مثلما هو شأن مجموعة من النصوص النثرية على غرار ما نعثر عليه في شطحات لمنتصف النهار، العبور إلى ضفاف زرقاء أو كلام الجسد.

## آراء نقدية
اغتنت شعرية الكتابة لدى محمد بنيس بالتفاعل فيها بين أعماله الشعرية والنصية والتنظيرية. فهو حرص على دراسة الأوضاع الشعرية الحديثة في المغرب أو في العالم العربي، كما يتجلى ذلك في عمليه ظاهرة الشعر المعاصر في المغرب ثم الشعر العربي الحديث ، بنياته وإبدالاتها. ولمشاركاته في لقاءات عربية ودولية أثر في إنجاز نصوص نظرية، كما في حداثة السؤال ، كتابة المحو و الحق في الشعر . إلى ذلك يشير محمد لطفي اليوسفي إذ كتب:«غير أن الناظر في تجربة الكتابة عند بنيس سرعان ما يدرك أن الشاعر لا يكتفي بإنتاج النص الشعري، بل ينخرط على نحو جريء، في التنظير للشعر ونقده فيصبح الشعر والتنظير للشعر ونقده رافدين لحدث الكتابة.».
ويمكن تلخيص إستراتيجية الكتابة لدى محمد بنيس من خلال ملاحظة عبد الجليل ناظم التي جاء فيها: «وجهان أساسيان لإستراتيجية الكتابة عند محمد بنيس، الأول هو نقد التصور التقليدي، وهو نقد مطلوب ومستعجل، والثاني خطاب حديث بعيد المدى. والوجهان معاً لا ينحصران فيما هو تفصيلي وتقني بقدر ما يسعيان إلى هدف شامل، بدونه لا يتحقق الإبداع.».
وزيادة في الاقتراب من قصيدة محمد بنيس، نقرأ لعبده وازن: "يكتب محمد بنيس بحرية تامة تجيز له مزج الأنواع، وتكسير البنى التقليدية، ويضع النثر في النظام الإيقاعي الحر. فالقصيدة كما تتبدى لديه حقل اختبار مفعم بالعناصر الشعرية وغير الشعرية والتعابير والمفردات المختلفة النابعة من غير ذاكرة ومن غير مرجع.
وهي لا تخضع لسياق ضيق ونظام محدد، لأنها تجسد غاية الشعر نفسه في فوضاه الجميلة وهدفه واحتمالاته الكثيرة.
وإذا بدا محمد بنيس حديثاً، شديد الحداثة، طريفاً موغلا في طرافته إلى حد "الفانتازيا"، فهو لا يتخلى عن ذلك الطابع التراثي المتواري الذي يسم شعره ومفرداته وتراكيبه وقاموسه الخاص. إنه قادر على نسج العناصر غير المتآلفة أصلاً في سياق شعري واحد، ينفتح على المعاصرة بمقدار ما يلتصق بخلفيته التراثية.".
وفي اللقاء الحميم مع محمد بنيس، نقرأ للشاعر الإسباني أنطونيو غامونيداوهو يقدم ديوان هبة الفراغ في ترجمته الإسبانية: «محمد، محمد بنيـس، أيها الملاك المدهش الذي يدخل شراييني، يجري كـ» جمرة اللحظات«ويوقد» صداقة الأضواء«: قُـدْني بصحبتك إلى» حدائق الأموات«، إلى أماكن النخيل هاته، التي نراها بين» هاويتين هاربتين«. ادخُلْ» حفرة صدري«ودلّني على» هبة الفراغ«التي تتهجّج وعلى حدقات عيون الحيوانات وقد كوّنتْها الدموع، تلك الحيوانات التي تتجه صوب أبواب السُّكْر لتطعّمنا بشغف الضوء، هذا الجوهر الذي تعْـبره تلك الطيور المؤدية بنا إلى الجنون السعيد، حيث بتؤدة تتأمل الموت.».

## الشاعر في المدينة
يعبر هذا الشاعر، بأعماله المختلفة، عن دور الشاعر في المدينة. انتسب إلى اتحاد كتاب المغرب سنة 1970، وأصبح عضواً في مكتبه المركزي ابتداء من 1973. وعندما عاين تحكم السياسي في الثقافي داخل الاتحاد أعلن عن رفضه تبعية الثقافي للسياسي وانسحب من الاتحاد سنة1981.[28]. أسس سنة 1974، رفقة مصطفى المسناوي ، مجلة الثقافة الجديدة التي لعبت دوراً حيوياً في الانفتاح على التجارب الأدبية والفنية والفكرية الجديدة في الثقافية المغربية، وعلى أهم التيارات الإبداعية والفكرية الأروبية، والفرنسية منها على الخصوص. وقد منعت السلطات المغربية مجلة الثقافة الجديدة في 25 يناير1984 أثناء أحداث الدار البيضاء، بعد أن صدر منها ثلاثون عدداً. ثم استضاف محمود درويش العدد الحادي والثلاثين، ضمن «ملف الثقافة في المغرب»، في العدد الحادي عشر (1984) من مجلة الكرمل. وقد صدرت في 2020 طبعتها الكاملة في ثمانية مجلدات عن دار توبقال للنشر. وقد قال عنها أدونيس عن أهميتها الاستثنائية «وكانت الثقافة الجديدة التي أسسها الصديق الشاعر محمد بنيس أختاً لمجلة « مواقف» وامتداداً مغربياً عالياً لجذريتها وانفتاحها، ونظرتها النقدية الشاملة.»[29].
وقاده منع المجلة إلى رفع التحدي، فأسس، في 1985، مع أصدقائه من الكتاب والجامعيين محمد الديوري وعبد اللطيف المنوني وعبد الجليل ناظم، دار توبقال للنشر، بهدف الاستمرار في تحديث الثقافة المغربية وترسيخ الحداثة في الثقافة العربية. وإيماناً منه بالدور الجماعي للتحديث، أسس سنة 1996، رفقة محمد بنطلحة وحسن نجمي وصلاح بوسريف ، «بيت الشعر في المغرب»، الذي أصبح رئيسه من 1996 حتى 2003. ومن بين ما قام به أثناء رئاسته لـ«بيت الشعر في المغرب» توجيه نداء إلى فديريكو مايور، مدير عام اليونسكو، لإحداث يوم عالمي للشعر. وبفضل هذه المبادرة، قررت اليونسكو في 15 نوفمبر 1999 أن تجعل 21 مارس، اليوم العالمي للشعر. وعندما استولى السياسي على بيت الشعر في المغرب نشر رسالة مفتوحة بعنوان «الخوف من المعنى». وتمشياً مع مواقفه من أجل الحرية، كان من الموقعين على «بيان الديمقراطية»، الصادر في 2011 عن مثقفين مغاربة، بمناسبة مراجعة الدستور المغربي، استجابة لمطلب «حركة 20 فبراير».وهو عضو في الجمعية المغربية للمقاطعة الأكاديمية والفنية لإسرائيل التي تم إنشائها في خريف 2018.

## حضور
ساهم محمد بنيس، منذ السبعينيات من القرن الماضي، في عدة مهرجانات شعرية عربية، ومنذ 1980 في مهرجانات شعرية دولية في أروبا، كندا، الولايات المتحدة وأمريكا اللاتينية، تركيا والصين والهند.
عملت على تكريمه «جمعية الدراسات الأدبية في صفاقس» بتونس سنة 1991، و «جمعية أنوار سوس للثقافة والفن في أكادير» في السنة نفسها، وكذلك «جمعية الثقافة المتوسطية» بطنجة في 2007، و«المعهد الفر نسي» بطنجة في 2013، والجمعية المغاربية للفكر والإبداع في مهرجانها الشعري ببوسالم في تونس، في 2014، ومهرجان الكتاب بمراكش 2015، وكلية الآداب بالرباط في 2015، ومهرجان الشعر بمدينة المهدية في تونس في 2016، ونظم له «موسم أصيلة الثقافي الدولي 38» تكريماً دولياً في 2016، وكرمته الأكاديمية المغربية سنة 2021، ووزارة الثقافة المغربية سنة 2023.
كما خصته «جمعية الباحثين الشبان في اللغة والآداب بكلية الآداب بمكناس» سنة 2006 بيوم دراسي عن أعماله، وجمعية «رابطة أدباء المغرب» في السنة ذاتها بيوم دراسي مماثل، ومركز تكوين الدكتوراة : الدراسات الأدبية واللسانية والثقافية في كلية الآداب والعلوم الإنسانية ببني ملال، يوماً دراسياً خاصاً بكتاب الشعر والشر في الشعرية العربية، في يونيو 2023، و«مؤسسة عبد الرحيم بوعبيد» جلسة حوار في أكتوبر من السنة ذاتها.
ونظم له «بيت الشعر» في باريس أمسية شعرية في 21 مارس 2017، اليوم العالمي للشعر، و«مؤسسة عبد الرحيم بوعبيد» جلسة حوار حول «صورة الشاعر الحديث» في أكتوبر 2023.
وصدرت أعمال ندوة مكناس بعنوان محمد بنيس: الكتابة والجسد، عن منشورات مجموعة الباحثين الشباب في اللغة والآداب - كلية الآداب والعلوم الإنسانية - مكناس، 2007، وبمناسبة تكريمه من طرف الموسم أصيلة الثقافي الدولي أصدر الموسم كتاب كلام اللانهائي (في ضيافة محمد بنيس) الذي يضم وثائق ودراسات. وحواراً كان أجراه معه الشاعر الفرنسي جاك آنصي ونشر في مجلة europe.
وخصته صحف ومجلات بملفات، منها مجلة آرس في ألبانيا، ARS Albanian Literary Review ، العدد 8 (18) ليوم 31 غشت 2003، مجلة الشعراء (رام الله)، فصلية تصدر عن «بيت الشعر» في فلسطين، العدد المزدوج 28 و 29، ربيع- صيف 2006، مجلة بانيبال Banipal Magazine of Modern Arab Literature ، الصادرة في لندن، العدد 29، صيف 2007، جريدة أخبار الأدب، ملف البستان يحمل عنوان : محمد بنيس: الغرق في البحار العميقة، عدد 876، 2 مايو 2010، ومجلة Poesia e Spiritualità Rivista الإيطالية، ملف Residenza di Scrittura ، ص-ص.51-63، السنة الثانية، العدد الرابع، ميلانو، 2010. ونشرت مجلة europe لباريسية في العدد 1015 / 1016، نوفمبر ديسمبر 2013، حواراً أجراه معه الشاعر الفرنسي جاك آنصي، تحت عنوان ثنيات الكلام.

## جوائز وتقدير
حصل على :
جائزة المغرب للكتاب سنة 1993 عن ديوانه هبة الفراغ.
جائزة كالوبيتزاتي Premio Calopezzati (إيطاليا) لأدب البحر الأبيض المتوسط سنة 2006 عن ديوانه هبة الفراغ في ترجمته الإيطالية من طرف فوزي الديلمي سنة 2000.
جائزة الأطلس الكبير في الرباط سنة 2000، عن ديوانه نهر بين جنازتين، وصدرت ترجمته الفرنسية من طرف مصطفى النيسابوري سنة 2003.
جائزة العـويس (دبي) سنة 2007 عن مجموع أعماله الشعرية.
جائزة فيرونيا العالمية للآداب سنة 2007؛ Premio Feronia Internazionale de Literature (إيطاليا).
الجائزة المغاربية للثقافة (تونس) سنة 2010.
جائزة تشيـبو العالمية للآداب Premio Ceppo Internazionale de literature من أكاديمية بيستويا Pistoia (إيطاليا) سنة 2011.
جائزة ماكس جاكوب للشاعر الأجنبي (فرنسا) عن ديوانه المكان الوثني، سنة 2014.
وجائزة المنتدى الثقافي اللبناني في فرنسا للإبداع العربي (باريس) سنة 2018.
وشحته الدولة الفرنسية سنة 2002 بوسام فارس الفنون والآداب.
وشحه رئيس السلطة الفلسطينية، محمود عباس أبو مازن، بوسام الثقافة والإبداع والفنون سنة 2017.
وهو عضو شرفي أيضاً في الجمعية العالمية للهايكو World Haiku Association بطوكيو.

## آخر الإصدارات
بالعربية يقظة الصمت (ديوان شعر) 2020، نافذة شبه مفتوحة (مختارات شعرية) 2020، فلسطين، ذاكرة المقاومات (نصوص) 2021، نجمة نائية ونصوص شعرية أخرى (ديوان شعر) (ترجمة) لمصطفى النيسابوري، 2023، الشعر والشر في الشعرية العربية (دراسة) 2023، هواء بيننا (ديوان شعر)، 2024.
ترجمة كالحب، كالحياة، مختارات شعرية للشاعر ميشيل دوغي، عن دار توبقال للنشر، الدار البيضاء، 2019.
بالفرنسية VIN (ديوان شعر) بترجمة المؤلف بالتعاون مع مصطفى النيسابوري 2020، Droit à la poésie (محاولات) 2021.
بالإسبانية Vino (ديوان شعر) بترجمة فديريكو أربوس، 2015، Libro del amor, (ديوان شعر) بترجمة فديريكو أربوس ، 2017.
وبالتركية ديوان كتاب الحب بترجمة محمد حقي صوتشين، عن دار قرمزي Kirmizi Yayinlari بإسطنبول،2015.
بالإيطالية كتاب البحر المتوسط والكلمة Il Mediterraneo e la Parola, Viaggio , poesia, ospitalita قامت بترجمته وتقديمه كل من فرنشيسكا كوراو Francesca Corrao وماريا دونزليللي Maria Donzelli، عن دار دونزيللي Donzelli editore في روما،2009.
بالألمانية ديوان هبة الفراغ Die Gabe der Leere بترجمة ستيفان ميليش Stefan Milich ضمن سلسلة Edition Lyrik Kabinett ، عن دار هانزر، Hanser في ميونيخ، ألمانيا، 2012.

## الأعمال (بالعربية)
1.	في الشعر:
- 1969، ما قبل الكلام (شعر)؛
- 1972، شيء عن الاضطهاد والفرح (شعر)؛
- 1974، وجه متوهج غبر امتداد الزمن (شعر)؛
- 1980، في اتجاه صوتك العمودي (شعر)؛
- 1985، مواسم الشرق (شعر)؛ 1986 طبعة ثانية، 1990 طبعة ثالثة، 2000 طبعة رابعة.
- 1990، مسكن لدكنة الصباح (شعر).
- 1988، ورقة البهاء (شعر)؛ 2000 طبعة ثانية.
- 1992، هبَة الفراغ (شعر)؛ 2007 طبعة ثانية.
- 1994، كتاب الحب (عمل شعري ـ فني مشترك مع الفنان العراقي ضياء العزاوي)؛ 2009 طبعة ثانية.
- 1996، المكان الوثني (شعر)؛
- 2000، نهر بين جنازتين (شعر)؛
- 2003، نبيذ (شعر)؛
- 2006، هناك تبقى (شعر)؛ 2011 طبعة ثانية، دار ورد، دمشق ؛
- 2011، سبعة طيور(شعر)؛
- 2015، هذا الأزرق (شعر)؛
- 2020، يقظة الصمت (شعر)؛
- 2024، هواء بيننا (شعر).

2.	في الدراسات:
- 1979، ظاهرة الشعر المعاصر في المغرب (دراسة)، 1985 طبعة ثانية، 2014 طبعة ثالثة؛
- 1985، حداثة السؤال (دراسات)؛ 1988 طبعة ثانية.
- 1989-1991، الشعر العربي الحديث ـ بنياته وإبدالاتها (أربعة أجزاء)؛2001 طبعة ثانية، 2014 طبعة ثالثة؛
- 1994، كتابة المحو؛
- 2004، الحداثة المعطوبة (مذكرات ثقافية)؛
- 2007، الحق في الشعر (مقالات).
- 2023، الشعر والشر في الشعرية العربية (دراسة).

3.	في النصوص:
- 1996، شطحات لمنتصف النهار(سيرة ذاتية)، طبعة ثانية 2018؛
- 1998، العبور إلى ضفاف زرقاء.
- 2010، كلام الجسد.
- 2012، مع أصدقاء.
- 2016، يحرقون الحرية (نصوص عن الربيع العربي ونتائجه).
- 2021، فلسطين، ذاكرة المقاومات.

4.	الأعمال:
- 2002، الأعمال الشعرية (الدواوين العشرة الأولى، مجلدان)
- 2016، الأعمال النثرية (خمسة مجلدات): 1. في الكتابة والحداثة، 2. الشعر في زمن اللاشعر، 3. تقاسم الأيام، 4. لغة المقاومات، 5. سيادة الهامش.

5.	في الترجمات:
- 1980، الاسم العربي الجريح، عبد الكبير الخطيبي، دراسة، دار العودة، بيروت؛ 2000، طبعة ثانية، منشورات عكاظ، الرباط ؛ 2009 طبعة ثالثة.
- 1997، الغرفة الفارغة، جاك آنصي، ديوان شعري، المجلس الأعلى للثقافة، القاهرة؛
- 1998، هسيس الهواء، برنار نويل، أعمال شعرية، دار توبقال للنشر، الدار البيضاء؛
- 1999، قبر ابن عربي، يليه آياء، ديوانان شعريان عبد الوهاب المؤدب، ديوانان شعريان، المجلس الأعلى للثقافة، القاهرة؛
- 2002، أوهام الإسلام السياسي، عبد الوهاب المؤدب، دراسة (ترجمة بالاشتراك مع المؤلف)، دار النهار، بيروت ـ دار توبقال للنشر، الدار البيضاء؛
- 2007، رمية نرد أبداً لن تبطل الزهر، ستيفان ملارمي، قصيدة، طبعة مزدوجة اللغة، إيبسيلون، باريس، طبعة عربية، دار توبقال، الدار البيضاء.
- 2010، القدسي، جورج باطاي، ديوان شعري، دار توبقال للنشر، الدار البيضاء.
- 2012، طريق المداد، بونار نويل، ديوان شعري، طبعة مزدوجة اللغة فرنسية وعربية، كاداستر8زيرو للنشر، فرنسا.
- 2013، كتاب النسيان، برنار نويل، شذرات، دار توبقال للنشر، الدار البيضاء.
- 2017. الموجز في الإهانة، برنار نويل، كتابات سياسية، دار توبقال للنشر، الدار البيضاء.
- 2018، كالحب، كالحياة، ديوان شعري، ميشيل دوغي، دار توبقال للنشر، الدار البيضاء.
- 2023، نجمة نائية ونصوص شعرية أخرى، ديوان شعري، مصطفى النيسابوري، دار توبقال، الدار البيضاء.

6.	في المنتخبات:
- 2017، ضوء العتمات، مختارات شعرية، إصدارات خاصة، الهيئة العامة لقصور الثقافة، القاهرة.
- 2018، أندلس الشعراء، منتخبات أندلسية من الشعر والنثر، المركز الثقافي للكتاب، الدار البيضاء ـ بيروت.
- 2020، نافذة شبه مفتوحة (مختارات شعرية)، أكاديمية المملكة المغربية.

## مترجمة إلى لغات

### الفرنسية
1995, Anti-journal de la métaphore (texte), Éditions Jean-Michel Place, Paris.
1999, Le Don du Vide (poèmes), Traduction de Bernard Noël en collaboration avec l'auteur, l'Escampette, Bordeaux ; 2003, 2° édition.
1999, Vin (deux séries de poèmes) traduction collective, Royaumont.
1999, Désert au bord de la lumière (poème), traduction d’Abdelwahab Meddeb, al Manar, Paris.
2000, Chant pour un jardin de l'eau (poème), traduction d’Abdellatif Laâbi, les petits classiques du grand pirate, Paris.
2003, Fleuve entre deux funérailles (poèmes), traduction de Mostafa Nissabouri, l'Escampette, Bordeaux,
2008, Le Livre de l’amour (poèmes), traduction de Bernard Noël en collaboration avec l’auteur, Al Manar, Paris.
2010, Feuille de la splendeur (poèmes), traduction de Mounir Serhani, revue par Bernard Noël en collaboration avec l’auteur, Cadastre8Zéro, France.
2012, Vers le bleu (poèmes), traduction de Bernard Noël en collaboration avec l’auteur, Résidences de l’Arbre à paroles, Belgique.
2013, Lieu païen (poèmes), traduction de Bernard Noël en collaboration avec l’auteur, L’Amourier éditions, Coaraze, France.
2020, Vin (poèmes), traduction de l’auteur en collaboration avec Mostafa Nissabouri, L’Escampette éditeur, France.
2021, Droit à la poésie (essais), Les Éditions Tarabuste, France

### بالإيطالية
Il Dono Del Vuoto, traduzione di Fawzi Al Delmi, Edizioni San Marco dei Guistiniani, Genova 2001
Il Mediterraneo e la parola, Viaggio, poesia, ospitalità', a cura di Francesca Corrao e Maria Donzelli, Saggine, Donzelli editore, Roma, 2009.

### الإسبانية
El Don del Vacio, poemas, Trducion Luis Miguel Canada, ediciones del oriente y del meditarraneo, Madrid, 2006;
Un rio entre dos funerales, Traducion Trducion Luis Miguel Canada, ediciones Icaria, Poesia, Barcelona, 2010;
2015, Vino, (poemas), preliminar, traducción y notas de Federico Arbós, ediciones del oriente y del mediterráneo, Madrid.
2017, Libro del amor (poemas), traducción de Federico Arbós, ediciones e.d.a, Málaga.

### بالتركية
Muhammed Bennis, aşkin kitabi, Türkçesi Metin Findikçi, Kirmizi Yayinlari, Istanbul, 2008 ;
Muhammed Bennis, şarap, Türkçesi Metin Findikçi, Kirmizi Yayinlari, Istanbul, 2009
Aşkın Kitabı, türkçesi Mehmet Hakki Suçin, Kirmizi Yayinlari, Istanbul, 2015.

### بالألمانية
2007, Mohammed Bennis/Ilma Rakusa, ‘’ Die Minze erblüht in der Minze’’, Arabische Dichtubg, der Gegenwart, Carl Hanser Verlag, München, Germany,;
2012, Mohammed Bennis, ‘’Die Gabe der Leere’’, Edition Lyrik Kabinett, Bei Hanser, München, Germany.

### بالصينية
2015, 穆罕默德•貝尼斯, 沉默, International Poetry Nights in Hong Kong.

## دراسات تتناول أعماله
- سيد حامد النساج، الأدب العربي في المغرب الأقصى، الهيئة المصرية العامة للكتاب، الطبعة الثانية، القاهرة، 1985.
- عبد العزيز المقالح، تلاقي الأطراف، دار التنوير، بيروت، 1987،
- سعيد الغانمي، منطق الكشف الشعري، المؤسسة العربية للدراسات والنشر، بيروت، 1999،
- إدريس بلمليح، القراءة التفاعلية، دار توبقال للنشر، الدار البيضاء، 2000،
- د. محمد أبو الفضل بدران، موت النص، حوليات الآداب والعلوم الاجتماعية، الرسالة 216، جامعة الإمارات العربية المتحدة، 2004.
- سعيد الحنصالي، الاستعارات والشعر العربي الحديث، دار توبقال للنشر، 2005،
- نبيل منصر، الخطاب الموازي للشعر العربي المعاصر، دار توبقال للنشر،2005،
- يوسف ناوري، الشعر العربي الحديث في المغرب العربي، دار توبقال للنشر، 2006،
- Muhsin J. al-Mussawi, Arabic poetry, Trajectory of modernity and tradition, Routeledge, New York, 2006.
- محمد أمنصور وآخرون، محمد بنيس: الكتابة والجسد، منشورات مجموعة الباحثين الشباب في اللغة والآداب- كلية الآداب والعلوم الإنسانية- مكناس، 2007.
- أحمد العمراوي، يقول الشاعر، دار الأمان، الرباط، 2007،
- سعيد الكفراوي، حكايات عن ناس طيبين، دار العين للنشر، القاهرة، 2007،
- عبد الواحد لؤلؤة، (1) شواطئ الضياع، المؤسسة العربية للدراسات والنشر، بيروت، 1999،
- عبد الواحد لؤلؤة، (2) أوراق الخريف، دار رياض الريس، بيروت، 2008،
- عبد الواحد لؤلؤة، (3) ألوان المغيب، المؤسسة العربية للدراسات والنشر، بيروت، 2009،
- محمد مفتاح، (1) المفاهيم معالم، نحو تأويل واقعي، المركز الثقافي العربي، الدار البيضاء - بيروت، 1999،
- محمد مفتاح، (2) مفاهيم موسعة لنظرية شعرية، ثلاثة أجزاء، المركز الثقافي العربي، الدار البيضاء – بيروت، 2010،
- محمود عبد الغني، من أنت أيها النص؟ مفكرة الدروب الهائلة، منشورات وزارة الثقافة، 2011.
- خالدة سعيد، فيض المعنى، دار الساقي، بيروت، 2014.
- د. حورية الخمليشي، الكتابة والأجناس، دار الأمان ـ التنوير، الرباط ـ بيروت، 2014.
- د. محمد جاسم جبارة، مسائل الشعرية في النقد العربي، دراسة في نقد النقد، مركز دراسات الوحدة العربية، بيروت، 2013.
- المهدي أخريف، الصوت الحتمي، منشورات اتحاد كتاب المغرب، الرباط، 2014.
- عزالدين الشنتوف، شعرية محمد بنيس، الذاتية والكتابة، دار توبقال للنشر، الدار البيضاء، 2014.
- المهدي أخريف وآخرون، كلام اللانهائي، موسم أصيلة الثقافي الدولي 38، 2016.
- محسن جاسم الموسوي، مسارات القصيدة العربية المعاصرة، دار توبقال للنشر، الدار البيضاء، 2017.
- إسماعيل شكري، أنساق الخطاب المركب، نحو شعرية موزعة، دار توبقال للنشر، الدار البيضاء، 2019.